# Aeroporto Internazionale di Gedda-Re Abd al-Aziz
L'Aeroporto Internazionale di Gedda-Re Abd al-Aziz (in arabo مطار الملك عبد العزيز الدولي‎?) (IATA: JED, ICAO: OEJN), commercialmente noto come King Abdulaziz International Airport, è un aeroporto situato a 19 km a nord di Gedda, in Arabia Saudita. La struttura è intitolata ad Abd al-Aziz (1876-1953), fondatore e Re del moderno regno dell'Arabia Saudita.
L'aeroporto è hub per la compagnia aerea saudita Saudi Arabian Airlines e transito per molti dei pellegrini che si recano alla città santa della Mecca.
Il terminal nord dell'aeroporto è utilizzato da tutte le compagnie aeree straniere, mentre il terminal sud è dedicato esclusivamente ai vettori sauditi.